# Basugaon
Basugaon é uma cidade e uma town area committee no distrito de Kokrajhar, no estado indiano de Assam.

## Geografia
Basugaon está localizada a 26° 28′ N, 90° 24′ L. Tem uma altitude média de 47 metros (154 pés).

## Demografia
Segundo o censo de 2001, Basugaon tinha uma população de 12 441 habitantes. Os indivíduos do sexo masculino constituem 52% da população e os do sexo feminino 48%. Basugaon tem uma taxa de literacia de 73%, superior à média nacional de 59,5%; com 56% para o sexo masculino e 44% para o sexo feminino. 11% da população está abaixo dos 6 anos de idade.